# 20. listopada
20. listopada (20. 10.) 293. je dan godine po gregorijanskom kalendaru (294. u prijestupnoj godini).
Do kraja godine imaju još 72 dana.

## Događaji
- 1622. – Pariška biskupija uzdignuta na razinu nadbiskupije.
- 1740. – Marija Terezija postala austrijska carica.
- 1803. – Američki Senat ratificirao ugovor o kupnji Louisiane.
- 1897. – Bečka je vlada odlučila u ratnu mornaricu uvesti hrvatski jezik kao službeni jezik umjesto talijanskog (sama se odluka nije u potpunosti ostvarila).[1]
- 1935. – Završio je Dugi marš, u kojem je komunistička vojska pod Mao Ce Tungom prešla 8000 kilometara bježeći od Čang Kaj Šeka
- 1941. – Drugi svjetski rat: tisuće civila u Kragujevcu u okupiranoj Srbiji ubijeno u kragujevačkom masakru.
- 1943. – Ju 390 je poletio. On je bio prvi interkontinentalni ratni avion.
- 1944. – Crvena armija i partizani oslobodili Beograd.
- 1995.  – U Rijeci je eksplodirao automobil-bomba ispred Policijske uprave. Poginuo je jedan atentator, drugi je teško ozlijeđen, a 28 ljudi je lakše ozlijeđeno. Događaj se povezuje se s hrvatskim izručenjem SAD-u Fouada Talaata Qassema.

| - 1770. – Janko Drašković, hrvatski političar i preporoditelj († 1856.) - 1854. – Arthur Rimbaud, francuski pjesnik († 1891.) - 1892. – Jomo Kenyatta, kenijski političar († 1978.) - 1914. – Alojz Benac, hrvatski povjesničar i arheolog († 1992.) - 1933. – Marija Ujević-Galetović, hrvatska kiparica († 2023.) - 1948. – Božidar Košćak, hrvatski glumac - 1958. – Viggo Mortensen, dansko-američki glumac - 1958. – Ivo Pogorelić, hrvatski pijanist - 1959. – Boris Strel, slovenski alpski skijaš - 1963. – Alfredo Ivankov, hrvatski zagonetač († 2020.) - 1966. – Abu Musab al-Zarqawi, Al-Qaeda-in vođa i terorist - 1967. – Monica Ali, engleska književnica - 1971. – Snoop Dogg, američki reper - 1979. – Ivan Dečak, hrvatski glazbenik - 1980. – Adela Jušić, bosanskohercegovačka umjetnica - 1997. – Andrej Rubljov, ruski tenisač | - 1740. – Karlo VI., njemačko-rimski car, ugarsko-hrvatski i češki kralj (* 1685.) - 1917. – Mihovil Jordan Zaninović, hrvatski biskup (* 1840.) - 1922. – Maria Bertilla Boscardin, talijanska svetica (* 1888.) - 1964. – Herbert Hoover, američki političar i predsjednik (* 1874.) - 1984. – Carl Ferdinand Cori, američki biokemičar i nobelovac (* 1896.) - 1987. – Andrej Kolmogorov, ruski matematičar (* 1903.) - 1988. – Ante Gabrić, hrvatski katolički svećenik (* 1915.) - 1992. – Ivan Focht, hrvatski filozof (* 1927.) - 1994. – Burt Lancaster, američki glumac (* 1913.) |

## Blagdani i spomendani
- Sveti Vendelin

- Svjetski dan statistike